# Momo en de tijdspaarders (boek)
Momo en de tijdspaarders (1973; Momo, oder: Die seltsame Geschichte von den Zeit-Dieben und von dem Kind, das den Menschen die gestohlene Zeit zurückbrachte) is een kinderboek, geschreven door de Duitse auteur Michael Ende, die enkele jaren later wereldberoemd zou worden met Het oneindige verhaal.

## Thematiek
Het boek, dat in 1975 in Nederlandse vertaling verscheen bij Lemniscaat, confronteert oude en jonge lezers met de gevolgen van een gehaaste levenswijze. Tevens wordt de consumptiemaatschappij op de korrel genomen.

## Samenvatting
Momo is een meisje dat in een amfitheater buiten de stad woont. Deze stad doet Italiaans aan. Iedereen is er ook op Italiaanse wijze 'relaxed'. Mensen komen graag naar Momo, want ze kan goed luisteren. Zo kabbelt het leven voort.
Op een gegeven moment komen mannen in grijze pakken, de tijdspaarders, die voortdurend sigaren roken. Ze vallen niet op en men bemerkt hen pas wanneer men door een van hen wordt benaderd. Ook verspreiden ze een onverklaarbare kilte. De tijdspaarders overtuigen de mensen ervan dat ze tijd moeten sparen, want anders verspillen ze die alleen maar. Tijd sparen doet men door efficiënter te werken en minder tijd te besteden aan nutteloze activiteiten. Voorbeelden daarvan zijn huisdieren, romantiek, literatuur en poëzie, een praatje maken op straat of de zorg voor oudere familieleden. De tijdspaarders beloven hun 'klanten' rente te betalen over hun gespaarde tijd.
Ze krijgen iedereen in hun macht, behalve Momo. De Italiaanse levensstijl verdwijnt, grote flats worden gebouwd en iedereen heeft alleen nog maar haast. De efficiëntie leidt wel tot economisch succes en daarmee de opkomst van de consumptiemaatschappij, maar dit bevredigt de mensen niet. Bovendien hebben ze toch geen tijd meer om ervan te genieten. Minder en minder mensen komen nog naar Momo luisteren. Aanvankelijk blijven alleen de volwassenen weg, later ook de kinderen, aangezien hun ouders hen - op aandringen van de tijdspaarders - verbieden naar Momo te gaan. Ook haar beste vrienden Girolamo en Beppo worden uiteindelijk door de tijdspaarders overwonnen. Zo proberen de tijdspaarders, die beseffen dat Momo gevaarlijk voor hen zou kunnen zijn, haar te isoleren.
Alles verloopt voor de tijdspaarders naar wens, tot een van hen tracht Momo in te palmen door haar om te kopen met poppen die ze zou kunnen aankleden en die ook een eigen huis, auto en dergelijke zou kunnen bezitten. Momo heeft echter liever eenvoudig speelgoed en ontdekt, omdat ze zo goed kan luisteren, de waarheid over de tijdspaarders - ze hoort hem dingen zeggen die hij beter niet had kunnen vertellen. Zo blijken de tijdspaarders de mensen in feite tijd te laten sparen voor de tijdspaarders zelf.
Niet lang daarna wordt Momo benaderd door Meester Hora, de beheerder van de tijd, en zijn schildpad Cassiopeia. Hij toont Momo waarom de tijdspaarders eigenlijk tijddieven zijn: de mensen zijn de gespaarde tijd gewoon kwijt. De tijd, gesymboliseerd door bloemen, komt uiteindelijk ten goede aan de tijdspaarders, die de bladeren drogen en in de vorm van sigaren oproken. En deze rook, bestaande uit dode tijd, vergiftigt de atmosfeer en doet meer tijdspaarders ontstaan. Sterker nog, wiens tijd door deze rook vergiftigd wordt, wordt zelf een tijdspaarder.
Momo verneemt verder dat tijdspaarders niet zonder hun 'tijdbloem'sigaren kunnen. Wie zijn sigaren kwijtraakt, lost namelijk op en verdwijnt. Tijdspaarders zien er, zo vertelt Hora, allemaal hetzelfde uit en vormen een soort collectief bewustzijn, zoals bijen of mieren. Om die reden telt het individu, als dat bij een tijdspaarder al bestaat, niet mee. De tijdspaarders zijn ontstaan omdat de mensen deze zelf hebben laten ontstaan, en hoe meer tijdspaarders er komen hoe groter hun invloed is.
Meester Hora doet de tijd stilstaan en geeft Momo een tijdbloem mee, zodat zij geen last ondervindt van de stilstaande tijd. Ook de tijdspaarders worden hierdoor niet beïnvloed, aangezien zij door hun sigaren leven van gestolen tijd. Toch is de door Hora geschapen crisis ernstig voor hen, want zolang de tijd stilstaat wordt er geen tijd meer gespaard die zij in de vorm van tijdbloemen kunnen oogsten en tot sigaren verwerken. Momo volgt enkele tijdspaarders die in paniek naar hun hoofdkwartier vluchten, de Tijdspaarders-Kas.
Daar beleggen de heren een vergadering. Toevallig blijkt de deur naar de kluis met gestolen tijdbloemen open te staan, waar nog een flinke voorraad beschikbaar is. Maar er zijn te veel tijdspaarders, en daardoor lossen ze zich allemaal op - met uitzondering van zes overblijvers, die zo langer met de voorraad kunnen doen en de crisis kunnen overleven. Momo raakt echter de kluisdeur aan met haar bloem, waardoor deze in het slot valt. De tijdspaarders proberen Momo haar bloem af te pakken, maar raken in de verwarring hun sigaren kwijt, zodat ook de zes overblijvers oplossen.
Momo opent nu de kluisdeur, bevrijdt alle gevangen tijd en bewerkstelligt zo dat iedereen in de stad zijn tijd terugkrijgt en het oude leven zijn gangetje herneemt.

## Ontvangst
Momo werd zeer goed ontvangen. Michael Ende kreeg hiervoor in 1974 de Deutscher Jugendliteraturpreis (de Prijs voor de Duitse Jeugdliteratuur).

## Film
Momo en de tijdspaarders is verschillende keren verfilmd.
- 1986 – Momo, in een regie van Johannes Schaaf, met onder andere Armin Mueller-Stahl
- 2001 – Momo alla conquista del tempo (Italiaanse animatiefilm)
- 2001 – Momo (tekenfilmserie)

## Theater
- 2010 - "Momo en de Tijdspaarders", door Het Filiaal in een regie van Monique Corvers
- 2013 - "Momo en de Tijdspaarders", door theaterzangroep Schudden voor Gebruik

## Opera
- 2017 - "Momo og tidstyvene", door Svitlana Azarova in opdracht van de Koninklijke Deense Opera